# Florence Prag Kahn
Florence Prag Kahn, née le 9 novembre 1866 à Salt Lake City et morte le 16 novembre 1948 à San Francisco, est une enseignante et femme politique américaine. 

## Biographie
Kahn est la fille de Conrad et Mary Prag, des immigrants juifs polonais qui se sont liés d'amitié avec le chef mormon Brigham Young et vendirent des fournitures pendant la ruée vers l'or. Sa famille déménage à San Francisco en Californie en 1869. Elle étudie au lycée pour filles de San Francisco en 1883 et obtient un Baccalauréat universitaire ès lettres à l' Université de Californie à Berkeley en 1887. Elle enseigne ensuite l'anglais et l'histoire au lycée Lowell High School. Elle épouse Julius Kahn le 19 mars 1899. Il resta au Congrès jusqu'à sa mort le 18 décembre 1924. Elle fut son attachée parlementaire et, en parallèle, écrivit des articles dans le San Francisco Chronicle. En 1925, elle devient la première femme juive à siéger au Congrès des États-Unis. Elle est alors la cinquième femme à siéger au Congrès, et la deuxième de Californie, après sa consœur de San Francisco Mae Nolan. Comme Nolan, son mari Julius Kahn étant décédé, elle reprend son siège à la Chambre des représentants.
Kahn est élue comme représentante du parti républicain au 69e Congrès, par élection spéciale, et reprend ainsi le siège de son mari décédé. Elle fut réélue aux 70e, 71e, 72e, 73e et 74e Congrès, servant du 7 décembre 1925 au 3 janvier 1937. En remplaçant son mari elle devient la première femme au Comité des affaires militaires. 
Kahn a soutenu la campagne infructueuse de Herbert Hoover contre Franklin Delano Roosevelt lors de l'élection présidentielle de 1932. Elle est une candidate malchanceuse à sa réélection au 75e Congrès en 1936.
Apres son départ de la vie politique, Kahn s'efforce d'impliquer les femmes dans la politique, . Elle est membre de l' Association américaine des femmes universitaires, de Hadassah et du Council of Jewish Women (Conseil des femmes juives). 
Sur le plan religieux, elle est juive réformée et appartient à la Congrégation Emanu-El de San Francisco.
Kahn meurt à San Francisco et est enterré dans le Home of Peace Cemetery de Colma.